# Elvezio Ortali
Elvezio Ortali (Dolo, 1º agosto 1914 – Forlì, 16 ottobre 2000) è stato un calciatore italiano, di ruolo attaccante.

## Caratteristiche tecniche
Giocava come centravanti.

## Carriera
Nella stagione 1932-1933 fa il suo esordio con il Forlì, con cui all'età di sedici anni gioca in Prima Divisione, la terza serie dell'epoca; nella stagione 1933-1934 gioca invece in Seconda Divisione con il Cesena. Gioca nella medesima categoria anche nel corso della stagione 1934-1935, questa volta con la maglia del Predappio.
A partire dalla stagione 1935-1936 gioca nuovamente in terza serie con il Forlì; gioca con i biancorossi romagnoli nella stagione 1936-1937, nella stagione 1937-1938, nella stagione 1938-1939 (nella quale segna 10 reti), nella stagione 1939-1940, nella stagione 1940-1941 (in cui realizza anche 3 reti in altrettante presenze in Coppa Italia), nella stagione 1941-1942 ed infine anche nella stagione 1942-1943, nella quale con 9 reti contribuisce alla vittoria del campionato di Serie C.
Dopo queste otto stagioni consecutive in terza serie, nella stagione 1943-1944 gioca 6 partite in Divisione Nazionale.
Dopo la fine della Seconda guerra mondiale continua a militare nel Forlì, con cui nella stagione 1945-1946 gioca in seconda serie; nella stagione 1946-1947 segna poi 5 reti in 24 presenze in Serie B, per poi giocare altri tre campionati consecutivi in Serie C con la maglia del Forlì, società in cui nel corso della sua carriera ha militato complessivamente per quindici stagioni con complessive 310 presenze, che fanno di lui il terzo giocatore con più presenze nella storia del club.
Successivamente divenne presidente della Federazione Italiana Gioco Calcio di Forlì. L'antistadio di via Campo di Marte a Forlì porta il suo nome.
Ricevette la Stella d'argento dirigenti CONI 1978 e la Stella d'oro dirigenti CONI 1993.

## Palmarès

### Club

#### Competizioni nazionali
- Serie C: 1

Forlì: 1942-1943